# New Year's Revolution (2006)
New Year's Revolution (2006) foi um evento pay-per-view de wrestling profissional realizado pela World Wrestling Entertainment, ocorreu no dia 8 de janeiro de 2006 no Pepsi Arena na cidade de Albany, Nova Iorque. Esta foi a segunda edição da cronologia do New Year's Revolution.

## Antes do evento

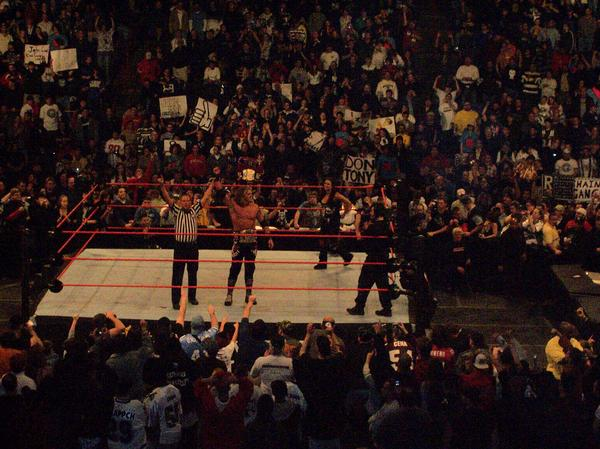
Edge cobrou o Money in the Bank para vencer o WWE Championship.

New Year's Revolution teve lutas de wrestling profissional de diferentes lutadores com rivalidades e histórias pré-determinadas que se desenvolveram na Raw — programa de televisão da World Wrestling Entertainment. Os lutadores interpretaram um vilão ou um mocinho seguindo uma série de eventos para gerar tensão, culminando em várias lutas.

## Resultados
| #                              | Lutas                                                                              | Estipulação                                              | Duração |
| ------------------------------ | ---------------------------------------------------------------------------------- | -------------------------------------------------------- | ------- |
| Heat                           | Chavo Guerrero derrotou Snitsky                                                    | Singles match                                            | 04:18   |
| 1                              | Ric Flair (c) derrotou Edge (com Lita) por desqualificação                         | Singles match pelo WWE Intercontinental Championship     | 12:17   |
| 2                              | Trish Stratus (c) derrotou Mickie James                                            | Singles match pelo WWE Women's Championship              | 09:18   |
| 3                              | Jerry Lawler derrotou Gregory Helms                                                | Singles match                                            | 08:32   |
| 4                              | Triple H derrotou The Big Show                                                     | Singles match                                            | 17:11   |
| 5                              | Shelton Benjamin (com Momma Benjamin) derrotou Viscera                             | Singles match                                            | 05:48   |
| 6                              | Ashley Massaro derrotou Maria Kanellis, Torrie Wilson, Victoria e Candice Michelle | Bra & Panties Gauntlet match                             | 11:01   |
| 7                              | John Cena (c) derrotou Kurt Angle, Chris Masters, Carlito, Shawn Michaels e Kane   | Elimination Chamber match pelo WWE Championship          | 31:23   |
| 8                              | Edge derrotou John Cena (c)                                                        | Cashing-in Money in the Bank Match pelo WWE Championship | 01:46   |
| (c) - Campeão(s) antes da luta |                                                                                    |                                                          |         |

Elimination Chamber entradas e eliminações
| Eliminação | Lutador        | Entrada | Eliminado                   | Forma                        | Tempo |
| 1          | Kurt Angle     | 4       | por Shawn Michaels          | Sweet Chin Music             | 13:58 |
| 2          | Kane           | 6       | por Carlito e Chris Masters | Double DDT e Gorilla pressed | 19:25 |
| 3          | Shawn Michaels | 1       | por Carlito                 | Caribbean Twist              | 23:35 |
| 4          | Chris Masters  | 5       | por Carlito                 | Low Blow e Roll-up           | 28:12 |
| 5          | Carlito        | 3       | por John Cena               | Roll-up                      | 28:23 |
| Vencedor   | John Cena      | 2       | -                           | -                            | -     |